# Smells Like Children
Smells Like Children é o primeiro EP da banda de rock americana Marilyn Manson, lançado em 24 de outubro de 1995 pela Nothing e pela Interscope Records. Produzido por Trent Reznor, do Nine Inch Nails, ele representa uma fase para a banda com muitas drogas, abusos, turnês, experimentações sonoras e referências ao Sequestrador de Crianças ("Child Catcher"), um vilão de Chitty Chitty Bang Bang, longa-metragem musical de 1968.
O EP foi inicialmente proposto para ser apenas um remix para o single promocional "Dope Hat", referente ao seu primeiro álbum, mas várias contribuições do engenheiro e produtor do Skinny Puppy, Dave Ogilvie, e do então tecladista de shows do Nine Inch Nails, Charlie Clouser, além de novo material pela banda, resultariam em uma combinação de material eclética e nada usual. Todas as ideias e faixas para o EP foram criadas e compostas por um ciclo de turnês em prol do álbum de estreia de 1994, Portrait of an American Family, e trata-se do primeiro trabalho de Marilyn Manson a ter os membros Twiggy Ramirez no baixo e Ginger Fish na bateria. Ambos se tornariam longevos na banda.
O EP foi certificado como platina pela RIAA, e foi liderado pelo seu único single, um cover de "Sweet Dreams (Are Made of This)", originalmente escrito e executado pela banda Eurythmics. Seu clipe musical se tornou um triunfo para a MTV e ajudou a estabelecer a banda no sucesso.

## Background e desenvolvimento
Depois da conclusão da turnê de Portrait of an American Family, a banda assumiu a condição de número de abertura para a turnê do Danzig denominada 4p de 24 de março de 1995 a 14 de maio do mesmo ano. Durante tal período, o motorista de ônibus de turnês do Danzig e do Pantera, Tony F. Wiggins, fez amizade com o vocalista Marilyn Manson, o baixista Twiggy Ramirez e a tecladista Madonna Wayne Gacy e passou a usar drogas nos bastidores, cometer atos perversos e realizar outras atitudes incomuns e nada comportadas.
Os eventos mais conhecidos e notórios relacionados a Wiggins compuseram uma série de torturas improvisadas nos bastidores, entrevistas e confissões administradas por ele mesmo (Wiggins), Manson, Ramirez e Gacy sobre indivíduos perturbados, emocionalmente instáveis e estranhos que eram tanto forasteiros quanto fãs de Marilyn Manson.
Após o fim da turnê, qualquer menção a Wiggins ou afiliação com o mesmo se tornaria desconhecida. Manson, mais tarde, o descreveu como "um aspirador de pó para o pecado", e credita a ele como responsável indireto pelo desaparecimento da sua inocência e emoções humanas na estrada.

## Temas
O vocalista da banda discutiu seus pensamentos em relação a Smells Like Children em sua autobiografia The Long Hard Road Out of Hell, de 1998:
| “ | Era um prefácio perfeito para um álbum sobre abuso: abuso sexual, abuso doméstico, abuso de drogas, abuso psicológico. No meio da gravação, nós (inicialmente) incluimos uma das confissões gravadas que reunimos, de uma garota que havia molestado seu primo de sete anos de idade. Ela acentua a subtrama do álbum, sobre o alvo mais comum de abuso: a inocência. Eu sempre gostei da ideia "Peter Pan" de ser uma criança na mente, se não for no corpo, e o Smells Like Children deveria ser um álbum para alguém que não é mais uma criança, alguém que, como eu mesmo, quer sua inocência de volta agora que está corrompido o suficiente para não apreciá-la mais.(...) O que começou como um álbum muito perturbador se tornou um álbum que perturbou apenas a mim. | ” |
|   | — Marilyn Manson , . |   |

Manson considerou o lançamento como sendo "um álbum que parece uma gravação para crianças que não é para crianças"; na verdade, no anel exterior do CD a impressão visível diz "keep this and all drugs away from small children" ("mantenha isto e todas as drogas longe das crianças pequenas").

## Música
"Eu pensei que 'Rock N Roll Nigger' fosse uma música com a qual eu poderia realmente me relacionar e nossos fãs também, sobre ser um forasteiro. Eu também pensei que mais ninguém realmente, em nossa época musical, tivesse a coragem de fazer um cover de uma música assim porque, sabe, teriam problemas pelo título, mas essa música não é sobre racismo. Essa música é sobre se defender."

Marilyn Manson sobre sua decisão de fazer o cover de "Rock N Roll Nigger", do Patti Smith.

#### Faixas
Um grande número de músicas cover foi incluído na lista de faixas do álbum, sendo a mais famosa o cover de "Sweet Dreams (Are Made of This)" do Eurythmics, que elevou a banda ao estrelato. Os outros covers do álbum são "Rock N Roll Nigger" de Patti Smith e "I Put a Spell on You" do Screamin' Jay Hawkins — este último constou na trilha sonora do Thriller psicológico de David Lynch, "A Estrada Perdida", de 1997.
Uma gravação telefônica obtida entre a mãe e a avó de Manson, chamada "May Cause Discoloration of the Urine or Feces" ("pode causar descoloração da urina ou das fezes"), é às vezes inclusa nos primeiros Bootlegs sob o título "Procardia", em uma versão bastante modificada que, na verdade, é uma faixa feita por fãs, e não uma faixa real de qualquer gravação. Esta versão contém a faixa original no canal esquerdo, e um áudio extraído de Raggedy Ann no canal direito. A versão de Smells Like Children anteriormente esteve como destaque como uma parte da ambientação "Revelation #9", lançada no single de "Get Your Gunn". Alguns destes Bootlegs podem conter também faixas bônus, incluindo uma demo para "My Monkey", música do álbum anterior, e outra faixa denominada "Choklit Factory", obtida da banda em sua fase Marilyn Manson & The Spooky Kids.
O álbum faz alusões ao autor de ocultismo Aleister Crowley, em particular na regravação de "Diary of a Dope Fiend", faixa do single "Dope Hat", homenageando o nome do romance de Crowley, "Diary of a Drug Fiend". Na faixa "Fuck Frankie", o nome Frankie é inspirado em Frankie Proia, gerente de turnês de Marilyn Manson que desviou 20 mil dólares da banda enquanto estava na estrada pelo álbum anterior, Portrait of an American Family. Wiggins gravou uma versão acústica da música "Cake and Sodomy" sob o título "White Trash". Manson declarou que a ironia de ter Wiggins "dedilhando e cantando uma versão caipira" da música era "perfeita em sua mensagem, já que (a música) critica o lixo branco cristão do sul."

Na faixa "Dancing with the One-Legged...", "One-Legged" ("perneta") era "um boneco maltratado do Huggy Bear, o cafetão da série de TV Thriller policial 'Starsky and Hutch', da década de 70, que não tinha uma das pernas." Manson explicou, "Era naquele bolso de plástico vazio que escondíamos nossas drogas, durante a turnê do Tony Wiggins. Quando quer que ingeríssemos o conteúdo daquele orifício extra, nos referíamos a isso por código como "dançar com o cafetão perneta". A décima sexta música sem nome contém um remix mais lento e ameaçador de "Shitty Chicken Gang Bang", faixa que só tem esse nome como referência ao nome original de Chitty-Chitty-Bang-Bang: The Magical Car, e, após aproximadamente 6 minutos do início, um experimento sonoro nada usual às vezes referido como "Poop Games".

"O único consolo era que através de um erro inoportuno, alguém na prensa da gravadora fez milhares de cópias da nossa versão original do álbum, pensando que era a nova. Sem sequer ouvi-las, a gravadora as enviou como cópias promocionais para as estações de rádio e jornalistas antes de se darem conta do seu erro. Agora, elas estão disponíveis para qualquer um que quiser ouvi-las na internet. Embora alguém na gravadora tenha realmente me acusado de tramar tudo isso, queria eu ter tal recurso. Deus, por mais irrelevante que seja para mim, trabalha de formas misteriosas."

Marilyn Manson, discutindo o estado das faixas removidas

#### Samples
As primeiras cópias de Smells Like Children tinham amostras de áudio não autorizadas dos filmes A Fantástica Fábrica de Chocolates e 'Chitty-Chitty-Bang-Bang, assim como outros trechos considerados "muito extremos", o que resultou na reedição da lista de faixas para o lançamento ao público, para o desgosto de Manson. A gravadora Interscope não estava interessada em comprar licenças para usar as amostras dos filmes e exigiu depoimentos escritos dos participantes dos trechos, certificando a autorização para serem gravados. Os clipes removidos foram a faixa original, "Abuse, Part 1 (There is Pain Involved)", estrelando as vozes de Manson e Wiggins enquanto tentavam acalmar uma garota masoquista quando as coisas saíram do controle, e "Abuse, Part 2 (Confessions)", que possuía uma entrevista com uma menina que confessa ter molestado o primo masculino de sete anos de idade. Elas foram trocadas por "The Hands of Small Children" e "May Cause Discoloration of the Urine or Feces", respectivamente.
As faixas "Sympathy for the Parents" e "Dancing with the One-Legged..." são sons distorcidos obtidos de uma aparição de Manson, Ramirez e Gacy no The Phil Donahue Show. O episódio discutia os perigos de fazer Mosh nos shows. O trecho usado em "Sympathy for the Parents" mostra Ramirez respondendo a uma pergunta sobre o traje usado pelos membros da banda, tocando uma fita cassete de "Scabs, Guns and Peanut Butter", antes da resposta de Manson à mesma pergunta.

## Singles

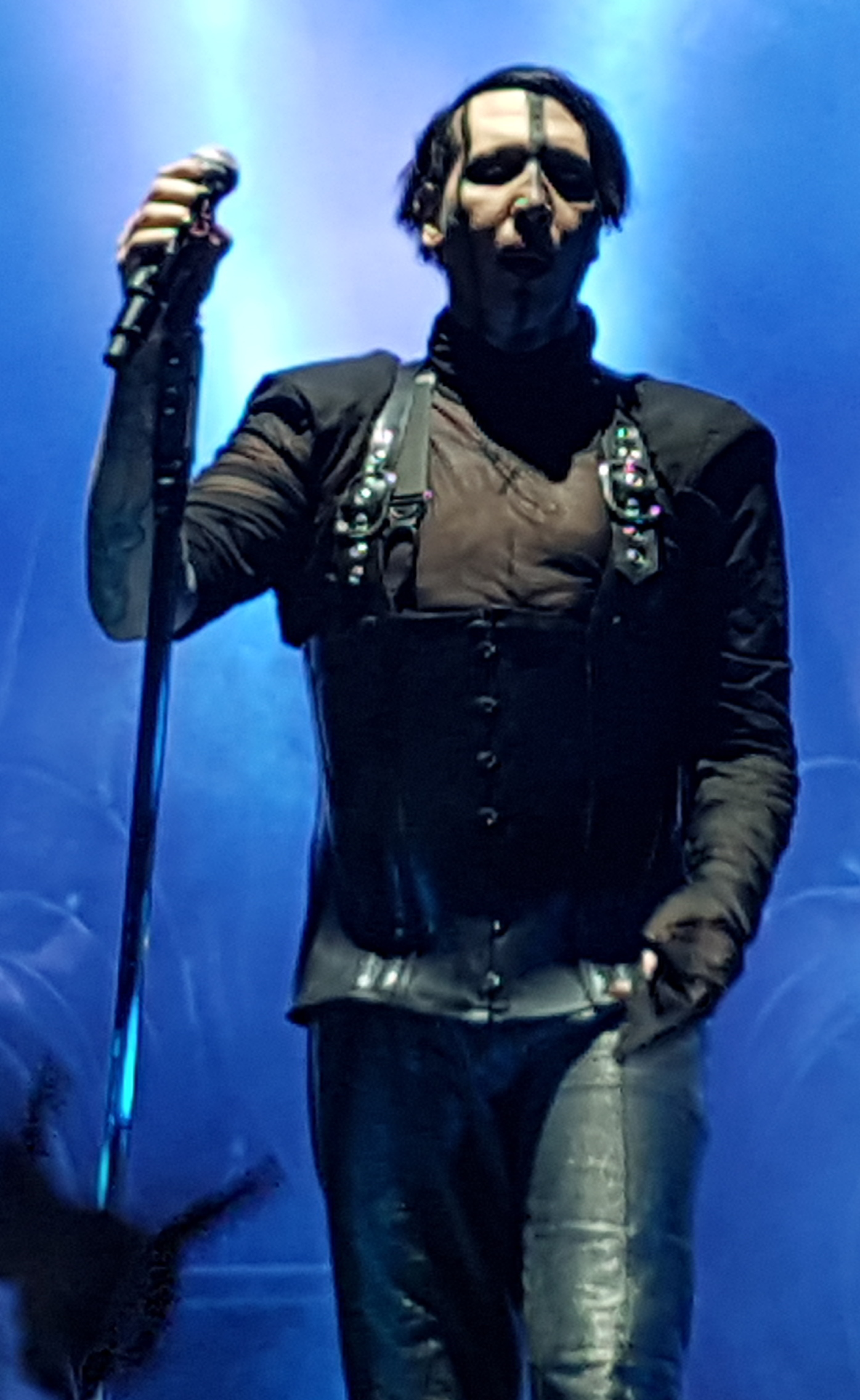
Marilyn Manson, o vocalista da banda homônima, em 2017

Smells Like Children só teve um único single: uma versão cover de "Sweet Dreams (Are Made of This)", hit de 1983 do Eurythmics.
Manson por vezes obtinha inspiração musical dos seus sonhos, mas a ideia de cobrir essa música veio de sua primeira experimentação com LSD numa festa caseira, de acordo com sua autobiografia. Ele disse que alucinou com uma versão "mais lenta e mais cruel" do hit de dança, que estaria tocando e sendo cantado com sua voz. Ele também declarou que a gravadora Nothing não queria lançá-la como um single. Daisy Berkowitz disse, "Quando a música foi lançada, ela dividiu as pessoas — elas a amavam ou a odiavam. Isso foi bom. Assim como nós, como uma banda, se (o lançamento) for amado — você é amado. Se for odiado, as pessoas que te odeiam falarão sobre você ainda mais." Eles queriam lançar o cover de "I Put a Spell on You" do Screamin' Jay Hawkins, o qual, de acordo com Manson, "era sombrio demais, amplo e esotérico, até para alguns dos nossos fãs."
O clipe musical para o cover de Manson foi uma porta de entrada para a popularidade da banda, eventualmente sendo nomeada ao prêmio Melhor Vídeo de Rock do Video Music Awards, da MTV. O vídeo contém vários clipes de Manson e dos membros da banda no que parece ser um asilo velho e decrépito, e enquanto vestiam várias fantasias estranhas. O vídeo no geral foi filmado com filtros incomuns: este foi um dos primeiros vídeos filmados com a visão inicial do diretor Dean Karr intacta, não baseada somente em ideias com as quais a banda tivesse vindo anteriormente. No meio destes trechos, há um número enorme de gravações de Manson usando um vestido de casamento, andando por uma rua abandonada usando um Tutu de Balé, pássaros flutuando ao seu redor e penas caindo em seu corpo, e imagens de Manson montando em um porco vestindo chapéu de caubói, estando coberto de lama, durante o climax da música.
Nos últimos anos, Manson tem trazido mais polêmicas junto a "Sweet Dreams (Are Made of This)". Em 2018, o cantor chegou a desmaiar durante uma apresentação da música em Houston, no Texas. Segundo relatos, o cantor estaria reclamando de exaustão por alta temperatura. O episódio acabou fazendo com que vários shows fossem cancelados.
Próximo da programação no festival, Rob Zombie subiu ao palco mais cedo. Posteriormente, ele tocaria uma nova versão da música cover em homenagem ao momento do amigo.

## Recepção crítica
Após o lançamento, o álbum encontrou entre críticas mistas e negativas. A AllMusic deu ao álbum uma avaliação mista e disse, "Onde o álbum de estréia mostrou faíscas de personalidade e invenção sob o lodo de metal industrial, Smells Like Children é um show de terror elaborado com inteligência, repleto de vulgaridade, feiura, aberrações góticas e sustos. Manson sabiamente escolheu aumentar sua personalidade cartunista com o EP. A maior parte do registro é dedicada a palavras e amostras de áudio faladas, tudo projetado para pressionar os botões de indignação do coração geográfico do país. Musicalmente, pode não somar muita coisa - é industrial gótico-metal, tão bom quanto a trilogia "Dope Hat", "Lunchbox" e "Cake and Sodomy" que distinguiram a estréia - mas como uma escultura sônica, como um objeto de arte, é eficaz e perversamente fascinante. É exatamente o que Brian Warner precisava fazer para estabelecer Marilyn Manson como bicho-papão do país no final dos anos 90."
Em sua avaliação no The Village Voice, o crítico musical Robert Christgau definiu Smells Like Children como uma "Fraude nada atenuada ao consumidor - uma bagunça de instrumentais, capas e remixes projetados para explorar sua turnê bem divulgada, arte de capa que subverte o binarismo sexual, títulos eróticos e etiqueta de advertência aos pais. As letras de 'Shitty Chicken Gang Bang' são inexistentes; as de 'Everlasting Cocksucker' são incompreensíveis. Apenas 'Fuck Frankie', uma execução de palavras faladas em que uma mulher finge estar em êxtase sexual, revela que não é 'Fool Frankie' ou 'Fire Frankie' ou 'Fast Frankie' ou, por outro lado, 'Fist Frankie'; ela cumpre o que promete. É facilmente a melhor coisa do registro." Tony Scherman da Entertainment Weekly também deu ao álbum uma avaliação negativa e a chamou de "uma desculpa desprovida de arte reunida para um álbum, esses wannabes de baixo nível do White Zombie criam remixes inúteis, esquetes irritantes e covers ruins das músicas do Eurythmics, Screamin 'Jay Hawkins e Patti Smith. O co-produtor Trent Reznor deveria ficar envergonhado." Liisa Ladouceur da Exclaim! posicionou o Smells Like Children como o de quarta posição nos álbuns essenciais de Marilyn Manson. Ela escreveu que "(esta) coleção... foi mal recebida no lançamento, mas prova um documento muito mais interessante dos últimos anos (da banda) do que o álbum de estreia, Portrait of an American Family."

#### Controvérsia
(Smells Like Children é) a gravação pornográfica direcionada a crianças mais suja e mais desagradável que já chegou ao mercado.

C. Delores Tucker
Em 30 de maio de 1996, os co-diretores do grupo de advocacia conservadora Empower America (hoje conhecido como FreedomWorks), o secretário de educação republicano William Bennett e o senador democrata Joseph Lieberman, organizaram uma coletiva, juntamente com a secretária de Estado da Pensilvânia, C. Delores Tucker, em que eles advertiram a indústria fonográfica por vender "niilismo pré-embalado e empacotado." Bennett afirmou que "não há nada menos em jogo do que a civilização" contra as letras da banda, as quais Lieberman condenou dizendo que "celebra alguns dos comportamentos mais antissociais e imorais imagináveis." Tucker concordou, dizendo que "essas companhias tem o sangue de crianças em suas mãos... nós protegemos corujas, protegemos baleias... devíamos proteger as crianças."
Os cruzados morais tinham como alvo a música Rap e cinco conglomerados de música: Time Warner, Bertelsmann Music Group, Polygram, Thorn EMI e Sony Music, deixando de fora a MCA (que havia adquirido a Interscope na época), que foi uma ausência que a MTV chamou de "estranha". Eles postulam "que talvez Tucker ou Bennett possuam algumas ações da empresa". Mesmo assim, o grupo não deixou de levantar a questão de Marilyn Manson e Smells Like Children. A Empower America também aproveitou a oportunidade para anunciar, na coletiva, que eles estavam lançando uma campanha nas rádios no valor de 25 mil dólares, para coletar assinaturas de ouvintes que desejam que as gravadoras "parem de espalhar essa música violenta e vulgar."

## Faixas
| N.º            | Título                                                                                      | Compositor(es)                 | Duração |  |
| 1.             | "The Hands of Small Children"                                                               | Manson                         | 1:35    |  |
| 2.             | "Diary of a Dope Fiend"                                                                     | Manson, Berkowitz, Gein, Gacy  | 5:56    |  |
| 3.             | "Shitty Chicken Gang Bang"                                                                  | Manson                         | 1:19    |  |
| 4.             | "Kiddie Grinder (Remix)" (remix de "Organ Grinder")                                         | Manson, Berkowitz, Gein        | 4:23    |  |
| 5.             | "Sympathy for the Parents"                                                                  | Manson                         | 1:01    |  |
| 6.             | "Sweet Dreams (Are Made of This)" (cover do Eurythmics)                                     | Annie Lennox, David A. Stewart | 4:53    |  |
| 7.             | "Everlasting Cocksucker (Remix)" (remix de "Cake and Sodomy")                               | Berkowitz                      | 5:14    |  |
| 8.             | "Fuck Frankie"                                                                              | Manson                         | 1:48    |  |
| 9.             | "I Put a Spell on You" (cover do Screamin' Jay Hawkins)                                     | Jay Hawkins, Herb Slotkin      | 3:37    |  |
| 10.            | "May Cause Discoloration of the Urine or Feces"                                             | Manson                         | 3:59    |  |
| 11.            | "Scabs, Guns and Peanut Butter"                                                             | Manson                         | 1:01    |  |
| 12.            | "Dance of the Dope Hats (Remix)" (remix de "Dope Hat", contém trechos de "Cake and Sodomy") | Manson, Berkowitz, Gein, Gacy  | 4:40    |  |
| 13.            | "White Trash" (remixada por Tony F. Wiggins, contém letras de "Cake and Sodomy")            | Manson, Wiggins, Berkowitz     | 2:48    |  |
| 14.            | "Dancing with the One-Legged..."                                                            | Manson                         | 0:46    |  |
| 15.            | "Rock 'n' Roll Nigger" (cover de Patti Smith)                                               | Patti Smith, Lenny Kaye        | 3:32    |  |
| 16.            | "Untitled" (o início possui trecho alternativo de "Shitty Chicken Gang Bang")               | Manson                         | 8:20    |  |
| Duração total: | Duração total:                                                                              | Duração total:                 | 54:43   |  |

#### Versão Promo
| N.º            | Título | Compositor(es)                 | Duração |  |
| 1.             | "Abuse, Part 1 (There Is Pain Involved)" (posteriormente substituída por "The Hands of Small Children")        | Manson                         | 1:33    |  |
| 2.             | "Diary of a Dope Fiend"                                                                                        | Manson, Berkowitz, Gein, Gacy  | 5:57    |  |
| 3.             | "Shitty Chicken Gang Bang"                                                                                     | Manson                         | 1:16    |  |
| 4.             | "Kiddie Grinder (Remix)" (contém trechos de Chitty Chitty Bang Bang)                                           | Manson, Berkowitz, Gein        | 4:46    |  |
| 5.             | "Sympathy for the Parents"                                                                                     | Manson                         | 1:01    |  |
| 6.             | "Sweet Dreams (Are Made of This)"                                                                              | Annie Lennox, David A. Stewart | 4:54    |  |
| 7.             | "Everlasting Cocksucker (Remix)" (contém trechos de Willy Wonka and the Chocolate Factory)                     | Berkowitz                      | 5:08    |  |
| 8.             | "Fuck Frankie"                                                                                                 | Manson                         | 1:47    |  |
| 9.             | "I Put a Spell on You"                                                                                         | Jay Hawkins, Herb Slotkin      | 3:38    |  |
| 10.            | "Abuse, Part 2 (Confessions)" (posteriormente substituída por "May Cause Discoloration of the Urine or Feces") | Manson                         | 2:43    |  |
| 11.            | "Scabs, Guns and Peanut Butter" (canáis de áudio trocados)                                                     | Manson                         | 1:01    |  |
| 12.            | "Dance of the Dope Hats (Remix)"                                                                               | Manson, Berkowitz, Gein, Gacy  | 4:40    |  |
| 13.            | "White Trash" (remix por Tony F. Wiggins)                                                                      | Manson, Wiggins, Berkowitz     | 2:48    |  |
| 14.            | "Dancing with the One-Legged..."                                                                               | Manson                         | 0:46    |  |
| 15.            | "Rock 'n' Roll Nigger"                                                                                         | Patti Smith, Lenny Kaye        | 3:33    |  |
| 16.            | "Untitled" | Manson                         | 8:17    |  |
| Duração total: | Duração total:                                                                                                 | Duração total:                 | 53:48   |  |